# 2mo'key
2mo'key（トゥモーキー）は日本のラッパー/ MCである。

## 概要
2008年、ヒューマンビートボックスのM-OTO、トラックメイカーmfpと共に、ヒップホップユニットStilla-modeを結成。
2009年4月、1st アルバム『Lovexperience』をリリース。盟友The 49ersとのジョイントツアーでニューヨーク、ニュージャージー、フィリー、デラウェアなどを回るアメリカ東海岸ツアー敢行。海外でのデジタルリリースが評価され、アルバムからのリードトラック「Onelife」のMVが、アメリカ最大のヒップホップサイト「allhiphop.com」に掲載され話題を呼ぶ。その後ソロ活動に注力し、アメリカ、イギリス、オーストラリア、ベルギー、ロシア、韓国など様々な国のアーティストとコラボし、客演参加タイトルは20に及ぶ。2014年、世界各国のアーティストが多数参加した待望のソロアルバム『Pieces Of The World』を全世界同時リリース予定。

## 補足事項
"2mo'key"のアーティスト名は本名のトモアキの当て字から。In Ya Mellow Toneシリーズのアーティスト作品に多数参加しており、中でもThomas Primeのアルバム『Waiting for tomorrow』収録のNujabes Tribute曲 「Luv4U」はロングセラーを続けている。

## ディスコグラフィー

### 参加タイトル一覧
- The 49ers『The Ultrasound』track3「Universal Language」（2009.05.27）
- Blazo 『Alone Journey』track12「Through the Way」（2009.08.19）
- Robert de Boron 『In Ya Mellow Tone Official Bootleg, Vol.2』track28「Universal Language」（2009.12.02）
- 徳田雄一郎RALYZZ DIG『Imagination』track4「夜光水魚」（2010.05.25）
- SoulChef『Escapism』track17「Summer Breeze」（2010.11.17）
- Thomas Prime『Waiting For Tomorrow』track21「Luv4u」Nujabes Tribute （2011.02.09）
- The 49ers『Musaic』track8「In the Zone」（2011.05.25）
- DJ EZASSCUL『BASEMENT CLASSICKS』track8「One Take」（2011.05.31）
- DJ EZASSCUL『Jazz Meditation 3 : The Final Installment』track4「Phantasm」（2011.07.05）
- Various Artists『LUV SYNC VOL.1』track8「Phantasm」（2011.12.14）
- White Rain『Love,Live,Life』track10「Sunshine Sakae」（2013.03.20）

### シングル
- Backwords Feat. The 49ers（2013.11.20）
- ナツノセイ（2014.08.20）

### アルバム
- Pieces Of The World（2014.12.06）予定

#### 収録曲
|    | タイトル                    | プロデュース       | 備考           |
| 1  | Intro 〜Pieces Of The World | 2mo'key&Dj Kawauso |                |
| 2  | Wake Up!                    | Dj Kawauso         |                |
| 3  | We Got Soul Feat. The 49ers | mfp                |                |
| 4  | Music Feat. Steph Pockets   | Dj Zesei           |                |
| 5  | The Light                   | Soulchef           | リードトラック |
| 6  | Sky's The Limit             | Thomas Prime       |                |
| 7  | ナツノセイ                  | Dj Zesei           | 2nd Single     |
| 8  | Love For Life               | Onso               |                |
| 9  | コーヒーにはシュガーを      | Dj Ezasscul        |                |
| 10 | Summer Jam Feat. Seilen     | Avens              |                |
| 11 | Friday Night Blues          | Takefunk           |                |
| 12 | Backwords Feat. The 49ers   | mfp                | 1st single     |